# المجاعة الفيتنامية 1945
مجاعة فيتنام في عام1945 كانت مجاعة جدثت في شمال فيتنام بالتحديد في أيندوشينا الفرنسية خلال الحرب العالمية الثانية بدايتا من شهر أكتوبر 1944 الي أواخر 1945، والتي كانت في هذا الوقت تحت الأستعمار الياباني من عام 1940. و يقدر عدد من ماتوا بسبب الجوع بين 400000 و 2 مليون في هذه الفترة. التركيبة السكانية تختلف من التقدير الفرنسي للضحايا بين 600000 و 700000 و التقدير الرسمي للفيتنام بين مليون و 2 مليون .
و في دراسة أقيمت عام 2018، السبب الرئيسي للمجاعة كان الفيضانات والتي قللت من توافر الغذاء. الاحتلال الياباني، الهجوم الأمريكي علي نظم النقل الفيتنامي وطريقة الآحتلال الفرنسي في أدارة الأوضاع الذي أعاق أي طريقة للحد من تأثير المجاعة